# Јован Ивановић (сликар)
Јован Јово Ивановић (Будва, 22. октобар 1932 — Будва, 15. август 2017) био је српски сликар и педагог из Црне Горе.

## Биографија
Јован Ивановић je завршио Умјетничку школу у Херцег Новом, на вајарском одсеку код професора Драге Ђуровића. Потом одлази у Београд на усавршавање код професора Мила Милуновића. После Београда, студирао је у Француској и Италији, а имао је студијско путовање у Чехословачку.
Предавао је ликовну културу у Основној школи Стефан М. Љубиша у Будви.
Оснивач је Модерне галерије у Будви, коју је водио више од три деценије.

## Уметничко дело
У сликарству се од почетка определио за експресивни израз, пластичне односе решавао је тонским начином, а предмете је сводио на асоцијативне облике. У каснијим његовим делима форме поново постају препознатљиве, што Ивановић постиже дискретном употребом линија. Боју сипа директно на платно и самоуверено, зналачки усмерава њену наметљивост у завршне звучне акорде. На местима, где је морао да га укроти линеарним деловима или изгледом фигура и предмета, стварао је јаку колористичку иритацију. Фигуративност није захватила боју, већ јој је помогла да се још више распламса, чиме је покренуто стварање неколико дела, свежих и чистих као пролећни букет.
У његовим цртежима били су присутни и елементи фантастике.

### Самосталне изложбе
- Будва (1964, 1965, 1967, 1968, 1969, 1974, 1997, 1998, 2004, 2006, 2017);

- Будва, постхумна изложба у Модерној галерији (2018);

- Подгорица, ретроспективна изложба "Ватра Медитерана" (2017);

- Титоград (1968, 1972, 1978);

- Подгорица (1998, 2018);

- Сплит (1968);

- Римини (1968);

- Антверпен (1968);

- Беч (1969);

- Котор (1969, 1973, 1997, 2014);

- Свети Стефан (1970, 2003);

- Херцег Нови (1972, 1984, 2007);

- Цетиње (1977);

- Београд (1977, 1978, 2011);

- Нова Варош (1979);

- Крагујевац (1980);

- Аранђеловац (1980);

- Ужице (2004).

### Групне изложбе
- Титоград (1964, 1965, 1966, 1972, 1973, 1975, 1976, 1978, 1981, 1985, 1986, 1988, 1990);

- Подгорица (2003, 2004, 2005);

- Будва (1965, 1972, 1976, 1986, 1990, 1991, 1992, 2002, 2003, 2004, 2008, 2009, 2012, 2018);

- Херцег Нови (1965, 1968, 1977, 1982, 1983, 1988, 1995);

- Београд (1966, 1967, 1970, 1987, 2003);

- Никшић (1966, 1976, 1999);

- Тузла (1967);

- Љубљана (1967, 1999);

- Клуж (1968, 1979);

- Цетиње (1969, 1973, 1975, 1977, 1980, 1981, 1984, 1990, 2012);

- Рим (1972);

- Бари (1972);

- Париз (1973, 2005);

- Загреб (1973, 1981);

- Хаселт, Шарлроа, Турне (Белгија, 1973);

- Пријепоље (1974);

- Задар (1974);

- Приштина (1976);

- Скопље (1976);

- Тиват (1976);

- Бар (1976, 2001, 2007);

- Чачак (1977, 1978, 1986, 1999);

- Дубровник (1982);

- Сарајево (1986, 1999);

- Нови Сад (1996);

- Петровац (1997, 2011).

### Награде
- Награда Цетињског ликовног салона, 1974;
- Награда града Будве 1974;
- 2. награда за сликарство у Италији (Матера), 1976;
- Награда УЛУЦГ за цртеж „Мило Милуновић“, Титоград 1989.